# Susan Blu
Susan Maria Blupka, bardziej znana jako Susan Blu (ur. w 1948 r. w St. Paul w stanie Minnesota) – amerykańska aktorka głosowa i reżyserka filmowa oraz specjalistka od castingu.

## Życiorys
Jako aktorka zadebiutowała w latach sześćdziesiątych, podkładając głos do popularnych seriali animowanych: Jetsonów (1962) i Scooby Doo, gdzie jesteś? (1969). Do 1985 roku pojawiała się wyłącznie w telewizji. W drugiej połowie lat osiemdziesiątych jej kariera nabrała tempa; aktorka dostawała szersze role w popularnych serialach i podkładała głos do animowanych filmów pełnometrażowych, głównie ekranizacjach animowanych tasiemców, jak My Little Pony: The Movie. Jedną z najbardziej znanych jej ról była Arcee z serii The Transformers (tzw. Generacja 1) i Transmutate w jednym odcinku serialu Beast Wars (była ona również szefem udźwiękowienia w tej serii). W 1988 roku reżyser John Carl Buechler zaangażował ją do jednej z ważniejszych ról drugoplanowych w Piątku, trzynastego 7: Nowa krew. W latach dziewięćdziesiątych Blu była gwiazdką telewizji, a od roku 2000 ponownie występuje w filmach lub serialach animowanych.

## Życie prywatne
Jest lesbijką. Jej pierwszą żoną była aktorka głosowa Cynthia Songe (zmarła w 2010 roku). W 2013 roku poślubiła Tanię Themmen – siostrę aktora Parisa Themmena.